# Being John Malkovich
Being John Malkovich er et amerikansk komediedrama fra 1999 instrueret af Spike Jonze efter manuskript af Charlie Kaufman. Filmen har John Cusack, Cameron Diaz, Catherine Keener og John Malkovich i hovedrollerne.

## Medvirkende
- John Cusack
- Cameron Diaz
- Catherine Keener
- Orson Bean
- Mary Kay Place
- John Malkovich
- Charlie Sheen

## Priser og nomineringer
Filmen blev nomineret til tre Oscars, en for bedste instruktør (Spike Jonze), bedste originale manuskript (Charlie Kaufman) og bedste kvindelige birolle (Catherine Keener). Charlie Kaufman vandt en BAFTA Award for bedste manuskript.